# Anastasiya Qurbanova
Anastasiya Qurbanova (ur. 4 grudnia 1989 w Uljanowsku) – azerska siatkarka, grająca na pozycji przyjmującej. Od sezonu 2017/2018 występuje we francuskiej drużynie Pays d'Aix Venelles.

## Sukcesy klubowe
Mistrzostwo Azerbejdżanu:
- 2017
- 2015

## Sukcesy reprezentacyjne
Liga Europejska:
- 2016